# Nemsdorf-Göhrendorf
Nemsdorf-Göhrendorf är en kommun och ort i Saalekreis i förbundslandet Sachsen-Anhalt i Tyskland.
Kommunen ingår i förvaltningsgemenskapen Weida-Land tillsammans med kommunerna Barnstädt, Farnstädt, Obhausen, Schraplau och Steigra.